# Нора Нілсон Грей
Нора Нілсон Грей (англ. Norah Neilson Gray; 16 червня 1882, Геленсбург, Шотландія — 27 травня 1931, Глазго, Шотландія) — шотландська художниця, представниця школи Глазго. Ще студенткою вперше виставила свої роботи в Королівській академії, а згодом регулярно представляла картини в Паризькому салоні та в Королівській академії Шотландії. Вона була членкинею художньої групи «Дівчата Глазго»; виставка картин учасниць якої відбулася в Керкубрі в липні та серпні 2010 року.

## Життєпис

### Ранні роки
Нора Нілсон Грей народилася на Вест-Кінг-стріт у Геленсбурзі в 1882 році в сім'ї Нори Нілсон, яка походила з родини аукціоністів із Фолкерка, та Джорджа Грея, власника судноплавної компанії з Глазго. Спочатку вона навчалася приватно у двох місцевих викладачок мистецтва, міс Парк і міс Рос, у студії в Крейгендорані, поблизу Геленсбурга. У 1901 році сім'я переїхала до Глазго, щоб Нора могла відвідувати Школу мистецтв Глазго до 1906 року. Вона навчалася у бельгійця Жана Дельвіля та Фра Ньюбері. У 1905 році, коли Грей ще була студенткою, її роботу (портрет сестри Герті) прийняли для показу в Королівській академії в Лондоні. Із 1906 року вона викладала малювання модних ілюстрацій (fashion-plate drawing) у школі.
Нора Нілсон Грей також викладала в школі Святого Колумби в Кілмаколмі, яка на той час була школою для дівчат. До 1910 року Грей регулярно виставляла портрети в Королівській академії, Королівському інституті образотворчих мистецтв у Глазго та в Паризькому салоні. Вона мала власну студію на Бат-стріт у Глазго і провела свою першу персональну виставку в галереї Варнеука.
У 1914 році Нору Нілсон Грей була обрана членкинею Королівського шотландського товариства акварелістів і проілюструвала том творів Вільяма Вордсворта. У картині, «Зниклий траулер», яка зараз знаходиться в колекції Художньої галереї та музею Келвінгроув, написаній того ж року, Грей використовувала техніку пуантилізму.

### Перша світова війна

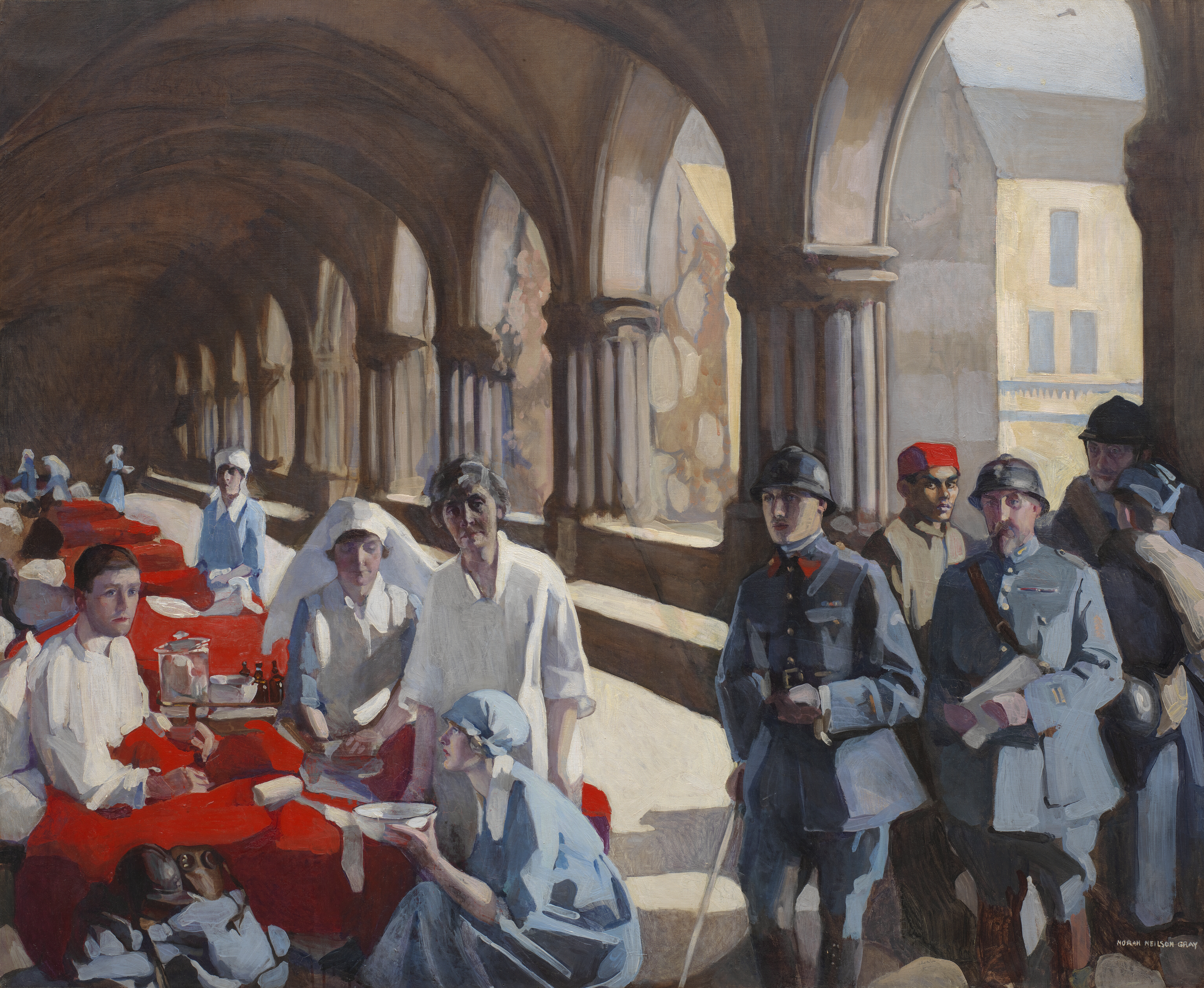
«Шпиталь шотландських жінок у клуатрі абатства Ройомон. Доктор Френсіс Айвенс оглядає французького пацієнта» (1920)

Під час Першої світової війни Грей створила деякі зі своїх найвідоміших робіт. Її картина «The Country's Charge» (1915) зображує жінку й дитину, загорнутих у шаль. Ця робота була показана в Королівській академії та продана на користь Червоного Хреста, після чого її передали в Королівську безкоштовну лікарню. Її картина «Бельгієць у вигнанні», завершена в 1915 році, зображує бельгійського біженця з Льєжа, який утік до Шотландії після вторгнення в його країну. Цю картину експонували в Глазго в 1916 році, в Королівській академії в 1917 році та на Паризькому салоні 1921 року, де вона отримала бронзову медаль.
Під час війни Грей як волонтерка працювала медсестрою у Шотландських жіночих шпиталях і була відряджена до Франції, де також знаходила час для малювання та ескізів. Картина «Допоміжний шпиталь, 1918», створена в той період, була запропонована Імперському воєнному музею, але Підкомітет музею з питань жіночої праці відмовився прийняти її, попросивши замість цього картину із зображенням лікарки. «Допоміжний шпиталь, 1918» зображує Руайомонське абатство XIII століття поблизу Парижа, де жінки організували шпиталь для лікування поранених. Шпиталь був укомплектований персоналом із Шотландських жіночих шпиталів під керівництвом Французького Червоного Хреста. Її друга картина про Руайомонське абатство — «Шотландський жіночий шпиталь у клуатрі абатства Ройомон. Доктор Френсіс Айвенс оглядає французького пацієнта» — була прийнята Імперським військовим музеєм у 1920 році.

### Останні роки
Після Першої світової війни Грей повернулася до портретів, найчастіше зображуючи молодих жінок і дітей. У 1923 році вона здобула срібну медаль Паризького салону за картину «Le Jeune Fille». Її також обрали першою жінкою, яка приєдналася до впливового комітету по відбору робіт у Королівському інституті образотворчих мистецтв Глазго.
27 травня 1931 року Нора Нілсон Грей померла від раку в Глазго у віці 48 років.

## Спадщина
Картини Нори Нілсон Грей зберігаються в кількох національних колекціях. З червня по серпень 2010 року в міській ратуші Керкубрі відбулася виставка учасниць Школи Глазго — «Дівчата Глазго», на якій зокрема експонувалися й роботи Грей.
Картина «Маленький братик» зберігається в Художній галереї Келвінгроув. У 1978 році сестра Нори Нілсон Тіна передала картину «Допоміжний шпиталь, 1918» Геленсбургу за умови, що їй знайдуть постійне місце для експонування. Нині ця картина висить у міській бібліотеці.

## Галерея

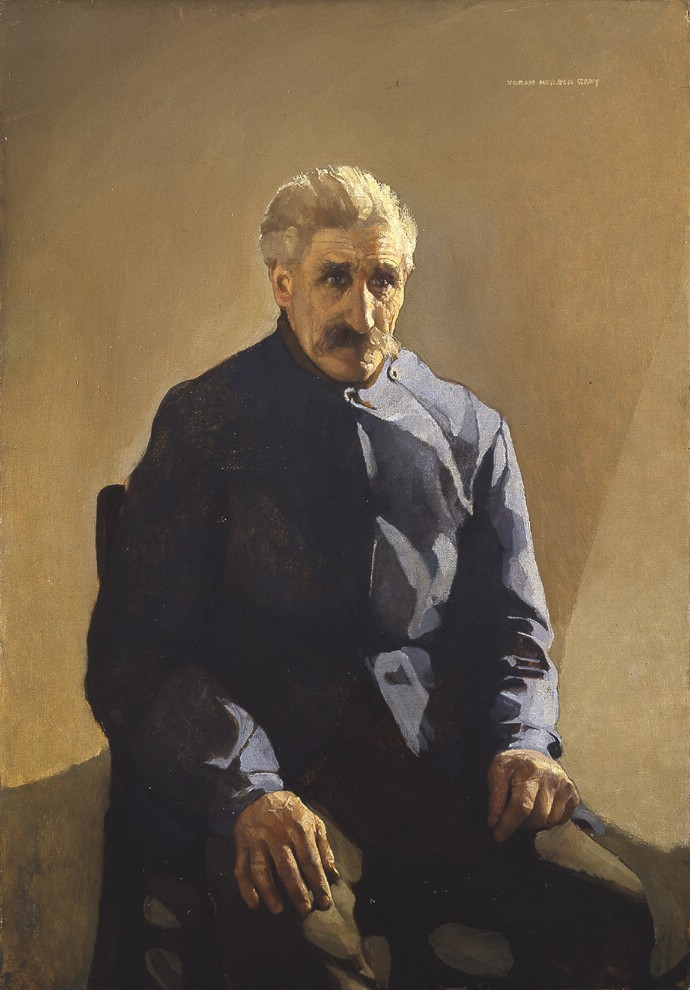
«Бельгієць у вигнанні» (1915)
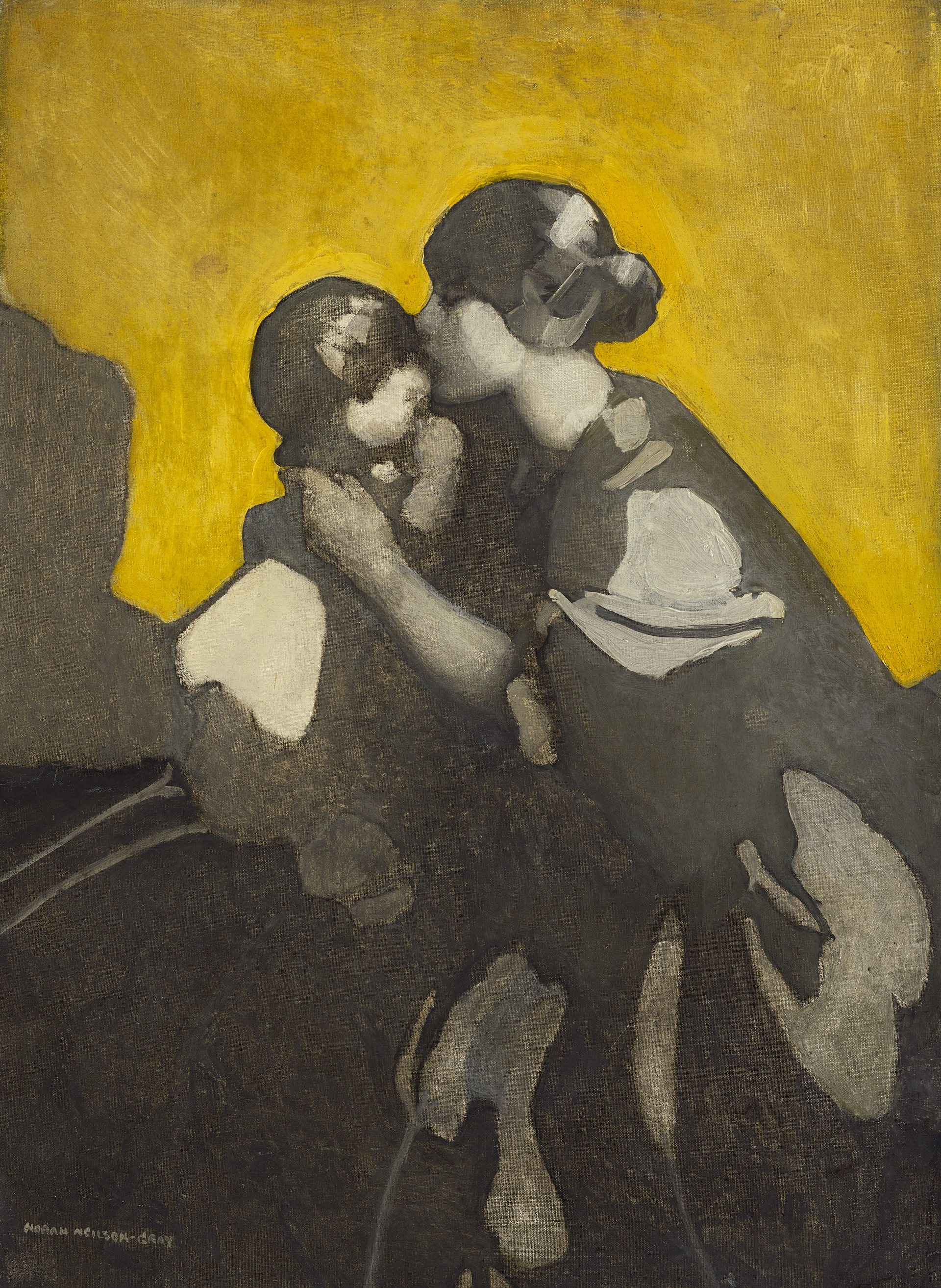
«Мати з дитиною» (1920)
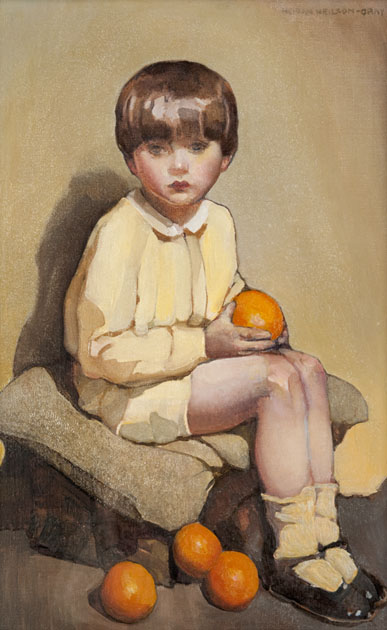
«Маленький хлопчик з апельсинами» (1920-ті)